# Спомен-парк Борик
Спомен-парк Борик је парк-шума покрај града Бјеловара на висоравни Војновић (знана и под именом висораван Матије Гупца) у којем се налази спомен-гробље Срба и револуционара из околице Бјеловара, убијених од усташа за време Другог светског рата.

## Историјат
Спомен-парк Борик уређен је 1946. године, када је над Костурницом постављено дело вајара Војина Бакића, „Позив на устанак“ (популаран и под називом „Бјеловарац“). Бакић је даровао споменик граду Бјеловару у спомен на четворицу своје браће, који су као антифашисти страдали од усташа у доба НДХ. На улазу је стајао натпис „Спомен-гробље стријељаних револуционара и жртава фашистичког терора 1941.-1945. Бјеловар“. Плоче с именима жртава биле су поређане уз стазу око споменика.
Споменик је 1951. године био премештен у центар града на трг Стјепана Радића, да би 1978. био поново враћен у Борик.
Након осамостаљења Хрватске, натпис на улазу је уклоњен, а Бакићев споменик миниран 1991. године. Од споменика је остала сачувана само шака, која је похрањена у Музеју града Бјеловара. Спомен-подручје је с временом постало запуштено.
Године 2001, иницијативна група састављена од академика, вајара и Бакићевих пријатеља, покренула је акцију за обнову споменика и уређење спомен-парка. Споменик је до 2009. године реконструисао вајар Алан Влахов, а 8. децембра 2010. године, свечано је отворен, заједно са уређеним спомен-парком Борик.